# Зглавкари у култури
Зглавкари играју многе улоге у људској култури, друштвеном понашању и нормама у људским друштвима које се преносе путем друштвеног учења, укључујући храну, умјетност, приче, митологију и религију. Многи од ових аспеката тичу се инсеката, који су важни и економски и симболички, од рада пчела до скарабеја у старом Египту.
Остали зглавкари са културолошким значајем укључују ракове као што су крабе, нефропиди и јастози, који су популарни предмети у умјетности, посебно у мртвој природи, као и пауколике зглавкаре, као што су пауци и шкорпије, чији отров има медицинску примјену. Рак и шкорпион су астролошки знаци зодијака.

## Преглед
Култура се састоји од друштвеног понашања и норми које се налазе у људским друштвима и које се преносе кроз друштвено учење. Културне универзалије у свим људским друштвима укључују изражајне форме попут умјетности, музике, плеса, ритуала, религије и технологије као што су употреба алата, кување, склониште и одјећа. Концепт материјалне културе обухвата физичке изразе као што су технологија, архитектура и умјетност, док нематеријална култура укључује принципе друштвене организације, митологије, филозофије, књижевности и науке.
Зглавкари су раздио животиња са зглобним ногама. Они укључују инсекте, миријаподе, ракове и пауколике зглавкаре, као што су пауци. Инсекти играју многе улоге у култури, укључујући њихову директну употребу у исхрани, у медицини, за боје и у науци, гдје обична винска мушица служи као моделни организам за рад у генетици и развоју биологије.

## У исхрани
Ракови су важан извор хране, са скоро 10,700,000 тона у 2007. години; велика већина овог производа је од десетоножаца: краба, нефропида, јастога, шкампа и козица. Преко 60% по тежини свих ракова ухваћених за исхрану су шкампи и козице, а скоро 80% се производи у Азији, при чему се само у Кини производи скоро половина укупне свјетске производње. Недекаподни ракови се не конзумирају у великој мјери, са само 118,000 тона крила који се улови, упркос томе што крил има једну од највећих биомаса на планети.
Крабе чине 20% свих морских ракова који се улове, узгајају и конзумирају широм свијета, што износи 1,5 милиона тона годишње. Једна врста — Portunus trituberculatus, чини једну петину тог укупног броја. Други комерцијално важни таксони су Portunus pelagicus, неколико врста из рода Chionoecetes, плави рак (Callinectes sapidus), Charybdis, Cancer pagurus, Metacarcinus magister и Scylla serrata, од којих свака даје више од 20,000 тона годишње.
Јастози се хватају коришћењем једносмјерних замки на мамац са маркираном бовом за обиљежавање кавеза. Јастог се лови у води између 2 и 900 метара (1 до 500 хвати), иако неки јастози живе на 3,700 метара (2,000 хвати). Кавези су од поцинкованог челика или дрвета обложеног пластиком. Пецач јастога може да брине о чак 2,000 замки. Око 2000. године, захваљујући прекомјерном излову и великој потражњи, аквакултура јастога се проширила. Од 2008. године, ниједна операција аквакултуре јастога није постигла комерцијални успјех, углавном зато што су јастози канибали и једу једни друге, као и због тога што је раст врсте спор.
У око 80% држава на свијету једу се инсекти, од 1.000 до 2.000 врста. Инсекти који се користе као храна широм свијета су ларве и лутке медоносних пчела, ларве личинке, цврчци, скакавци, мрави, разне врсте тврдокрилаца, као што су брашнари и ларве тамне бубе, разне врсте гусјеница, као што су бамбусови црви, црви мопани, свилене бубе, магуи црви и воштане глисте, као и двије врсте скакаваца — Chapulines и Locust. На Тајланду постоји око 20,000 фармера који узгајају цврчке, производећи око 7,500 тона годишње.
Пауколики зглавкари, као што су пауци, шкорпије или гриње се такође користе као храна широм свијета. Пржене тарантуле сматрају се специјалитетом у Камбоџи, а такође и код и Индијанаца Пиароа из јужне Венецуеле, под условом да се прво уклоне јако иритантне длаке, главни одбрамбени систем паука.

## У науци и инжињерству
Инсекти се појављују на различите начине у биомиметици, гдје је, на примјер, систем хлађења термита имитиран у архитектури.
Отрови паукова могу бити мање загађујућа алтернатива конвенционалним пестицидима, јер су смртоносни за инсекте, али је велика већина безопасна за кичмењаке. Аустралијски пауци лијевкасте мреже су велики извор, пошто већина свјетских штеточина инсеката није имала прилику да развије имунитет на овој отров, а пауци лијевкасте мреже опстају у заточеништву и лако се „музе“ отров. Научници вјерују да је могуће циљати специфичне штеточине тако што ће се гени за производњу паукових токсина претворити у вирусе који инфицирају врсте као што су памучне бубуљице.
Због тога што је паукова свила и лагана и јака, научници покушавају да је произведу у козјем млијеку и у листовима биљака помоћу генетичког инжињеринга.

## У медицини
Народ Чоли користе напитак направљен од тарантуле Tliltocatl vagans за стање које називају „вјетар тарантуле“, а симптоми укључују бол у грудима, астму и кашаљ. Пептид GsMtx-4, пронађен у отрову, проучаван је за могућу употребу код срчане аритмије, мишићне дистрофије и глиома. Могуће медицинске употребе других отрова паука су истраживане за лијечење срчане аритмије, Алцхајмерове болести, можданог удара и импотенције.
Инсекти су коришћени у медицини у културама широм свијета, често према Доктрини сигнатура. Домородачки народи Мексика користили су бутне кости скакаваца, за које се говорило да подсјећају на људску јетру, за лијечење обољења јетре, у традиционалној кинеској медицини користе се стоноге за лијечење тетануса, напада и конвулзија, док се кинески црни планински мрав — Polyrhachis vicina, користи као лијек за све, посебно код старијих, а екстракти су испитивани као могуће средство у борби против рака. Маје су користиле армијског мрава при постављању хируршког шава, у којем су користиле њихове чељусти како би држали рану затворену. Отров црвеног мрава коришћен је за лијечење реуматизма, артритиса и полиомијелитиса путем имунолошке реакције изазване његовим убодом. Лутке свилене бубе су узимане за лијечење апоплексије, афазије, бронхитиса, упале плућа, конвулзија, крварења и учесталог мокрења.

## У фолклору, митологији и религији
Зглавкари се појављују у фолклору, митологији и у религији.
И сазвјежђе Рак и астролошки знак Рак су названи по раку и приказани као рак. Вилијам Парсонс, трећи гроф од Роса, нацртао је Ракову маглину 1848. године и истакао је њену сличност са животињом; рак пулсар лежи у центру маглине. Народ Моче из древног Перуа обожавао је природу, посебно море и често су приказивали ракове и паукове у својој умјетности. У грчкој митологији, Харкинос је био рак који је притекао у помоћ Лернеској хидри док се борила против Херакла. Једна од прича из књиге „Just So Stories“, Радјарда Киплинга, је о раку који се играо са морем, а у њој се говори о гигантском раку који је учинио да се морске воде уздижу и спуштају, попут плиме и осјеке.
У јапанској бајци „Tawara Tōda Monogatari“, ратник Фуџивара но Хидесато убија џиновску стоногу, Омукаде, да би помогао принцези змаја.
Пауци су вјековима приказавати у причама, митологијама и умјетности многих култура. Они су симболизовали стрпљење због технике лова у постављању мреже и чекања плијена, као и несташлуке и злобу због својих отровних уједа. Италијанска тарантела је плес који наводно треба да ослободи младу жену од пожудних ефеката уједа паука вука тарантуле — Lycosa tarantula. Плетење мреже је довело до повезивања паука са митовима о стварању, јер изгледа као да стварају сопствене свјетове.
Шкорпион се појавио као астролошки знак шкорпија, један од дванаест знакова Зодијака, које су створили вавилонски астрономи током халдејског периода, око 600. године прије нове ере. У Јужној Африци и Јужној Азији, шкорпион је културолошки значајна животиња, појављује се као мотив у умјетности, посебно у исламској умјетности на Блиском истоку. Мотив шкорпије је често уткан у турске ћилиме и тепихе од равног ткања, ради заштите од њиховог убода. Шкорпион се доживљава и као оличење зла и као заштитна сила која се супротставља злу, као што дервиши имају моћ да се боре против зла. У другом контексту, шкорпион приказује људску сексуалност. Шкорпиони се користе у народној медицини у Јужној Азији, посебно као противотров за убоде шкорпиона. У старом Египту, богиња Селкет је често била приказивана као шкорпион, једна од неколико богиња које су штитиле фараона.

## У умјетности, књижевности и музици
Инсекти се појављују у умјетности, у књижевности, у филму и у музици.
„Lobster Quadrille“, такође позната као „The Mock Turtle's Song“, је пјесма коју је рецитовала Лажна корњача у Алисиним авантурама у земљи чуда, у поглављима 9 и 10, а праћена је плесом.
Умјетник надреалиста — Салвадор Дали, креирао је скулптуру под називом „Телефон са слушалицом од јастога“, са раком умјесто традиционалне слушалице, која се налази у колијевци изнад бројчаника. Редатељ надреалиста — Луис Буњуел, користио је шкорпије у свом филму L'Age d'or (Златно доба) из 1930.
- Ракови у римском мозаику у „Кући расплесаног фауна“, у Помпеји (до 79. године нове ере).
- Мртва природа са раковима, шкампима и Јастогом, Клара Питерс, 1600. године.
- Риба, остриге, рак и јастог са мачкама..., Јан Фит 1650. године.
- Мртва природа са јастогом, Јаспер Герерс, 1650–1654
- Јастог Луиса Керола, којег је нацртао Џон Тенијел, 1869.
- Краба, Вилијам Адолф Бугро, 1869.
- Јастог, Самуел Пепло, 1903.
- Илустрација из књиге -The Water-Babies, A Fairy Tale for a Land Baby}- Чарлса Кингслија, коју је насликао Варвик Гобл 1943.
- Склуптура Maman, коју је креирала Луиза Буржоа, у Националној галерији Канаде 1999.